# Marcel Lüske
 (avril 2024).
Si vous disposez d'ouvrages ou d'articles de référence ou si vous connaissez des sites web de qualité traitant du thème abordé ici, merci de compléter l'article en donnant les références utiles à sa vérifiabilité et en les liant à la section « Notes et références ».
Marcel Lüske (né le 23 mars 1953 à Amsterdam), dit The Flying Dutchman (le Hollandais volant), est un joueur de poker professionnel néerlandais. Considéré comme le meilleur joueur de tournoi néerlandais des années 2000, étant donné la popularité croissante des parties de poker diffusées à la télévision, il est aussi devenu célèbre en raison de son excentricité : il est en effet connu pour ses lunettes de soleil qu'il porte toujours à l'envers, pour pousser la chansonnette au cours des tournois et pour son style vestimentaire original.
Fin 2006, Lüske avait cumulé au cours de sa carrière de joueur de poker plus de 2 900 000 dollars de gains. Il a notamment fait de bonnes prestations au WSOP, par exemple en remportant le 2e prix du tournoi de stud à sept cartes, pour lequel il a gagné 120 800 dollars. Il fut deux fois joueur de poker européen de l'année, en 2001 et en 2004.
En juillet 2005, Lüske a remporté le Hall of Fame Poker Classics à Paris, au cours duquel il a gagné 119 000 euros.
Il est en outre connu pour son amitié avec le jeune joueur Noah Boeken, qui le considère comme son mentor.